# Мікурія Кеї
Кеї Мікурія (яп. 御厨 景, нар. 29 серпня 1977, Префектура Тіба) — японський футболіст, що грав на позиції захисника.
Виступав, зокрема, за клуби «Йокогама Ф. Марінос» та «Вегалта Сендай», а також молодіжну збірну Японії.

## Клубна кар'єра
У дорослому футболі дебютував 1996 року виступами за команду клубу «Йокогама Ф. Марінос», в якій провів два сезони, взявши участь у 12 матчах чемпіонату. 
1998 року перейшов до клубу «Вегалта Сендай», за який відіграв три сезони. Більшість часу, проведеного у складі «Вегалта Сендай», був основним гравцем захисту команди. Завершив професійну кар'єру футболіста виступами за команду «Вегалта Сендай» у 2000 році.

## Виступи за збірну
1997 року залучався до складу молодіжної збірної Японії. У її складі був учасником молодіжного чемпіонату світу 1997 року.